# معاريف (المسيلة)
المعاريف بلدية تابعة دائرة شلال ولاية المسيلة تقع بين جاونة والزرزور يقطنها حوالي 18000 نسمة 
الرياضة : هناك عدة فرق رياضية متميزة في بانيو كلها للهواة اما الفرق الرسمية فتعاني كثيرا

## القرية والبلدية
المعاريف هي بلدية تابعة لدائرة الشلال، تضم كل من قرية المعاريف، بانيو، دوار المعاريف، أولاد سديرة، أولاد معتوق،
هي من ضمن مشروع ألف قرية اشتراكية للرئيس الأسبق هواري بومدين
يمر بها الطريق الوطني رقم 45 الرابط بين المسيلة وبوسعادة